# High Voltage (Australien)
High Voltage utkom 1975 och är den australiska rockgruppen AC/DC:s debutalbum.
Detta album gavs enbart ut i Australien. Ett annat AC/DC-album med titeln High Voltage gavs ut 1976 i USA och Europa. Detta senare album var en blandning av denna första utgåva av High Voltage och efterföljaren T.N.T. (som också bara blev utgiven i Australien). Vissa av låtarna på den australiska utgåvan av High Voltage som inte kom med på den internationella utgåvan gavs ut på '74 Jailbreak 1984, medan andra inte gavs ut förrän på Backtracks 2009.

## Låtlista
Samtliga låtar skrivna av Angus Young, Malcolm Young och Bon Scott, om annat inte anges.
1. "Baby, Please Don't Go" (Joe Williams) - 4:53
2. "She's Got Balls" - 4:53
3. "Little Lover" - 5:47
4. "Stick Around" - 4:45
5. "Soul Stripper" (Young, Young) - 6:31
6. "You Ain't Got a Hold on Me" - 3:36
7. "Love Song" - 5:27
8. "Show Business" - 4:46

## Medverkande
- Bon Scott - Sång
- Angus Young - Sologitarr på spår 1–4, 5 och 7, kompgitarr på spår 6 och 8, akustisk gitarr på spår 7
- Malcolm Young - Sologitarr på spår 5–8, kompgitarr på spår 1–4, bakgrundssång
- George Young - Elbas, musikproducent
- Peter Clack - Trummor på spår 1
- Tony Currenti - Trummor på spår 2–8
- Harry Vanda - musikproducent